# Вылков, Иван
Иван Вылков Вылков (болг. Иван Вълков Вълков; 31 января 1875, Казанлык — 20 апреля 1962, Стара-Загора) — генерал пехоты, военный министр Болгарии (1923—1929).

## Биография

### Образование
Окончил училище в Казанлыке, Военное училище в Софии (1896), геодезическое отделение Николаевской академии Генерального штаба в Санкт-Петербурге (1909). Также окончил артиллерийскую академию. В начале XX века был единственным болгарским офицером, имевшим два высших военных образования.

### Военная служба
- В 1896—1906 годах служил в арсенале, в штабе артиллерии, в 6-м артиллерийском полку.
- В 1911 году — преподаватель Военного училища.
- В 1912—1913 годах, во время Балканских войн, служил в штабе 2-й армии, был начальник штаба восточного сектора осады Одрина.
- В 1913—1915 годах — вновь преподаватель Военного училища.
- В 1915—1916 годах, с началом Первой мировой войны — начальник оперативного отдела штаба 2-й армии.
- С 1916 года — командир 44-го пехотного полка.
- В 1917—1918 годах — начальник штаба 7-й, затем 10-й пехотной дивизии.
- В 1919—1923 годах — директор Картографического института.
- С 1919 года — профессор Военной академии, преподавал кадастровое и землемерное дело в Софийском университете.
- В 1922—1928 годах, одновременно, редактор издания «Годишник на Географския институт при Министерство на войната».

Автор научных работ по военной топографии (в том числе учебников), статей в издании «Военен журнал», военно-исторических работ об осаде Одринской крепости.

### Военный министр
В 1919 годах был одним из основателей, в 1920—1928 годах — председателем Военного союза, офицерской организации, во главе которой принял активное участие в перевороте 9 июня 1923 года, в результате которого было свергнуто правительство Александра Стамболийского. С 10 июня 1923 по 11 января 1929 года был военным министром в правительствах Александра Цанкова и Андрея Ляпчева. Под его руководством проходили массовые репрессии против левых сил после Сентябрьского восстания 1923 года и покушения на царя Бориса III в 1925 году. Один из основателей военного завода в Казанлыке.
В октябре 1925 года во время болгаро-греческого конфликта в районе Петрича генерал Вылков предпринимал не военные, а дипломатические действия для восстановления статус-кво. Он издал приказ не открывать огонь и апеллировал за поддержкой к Лиге Наций — в результате, Греция была признана виновной и должна была выплатить Болгарии компенсацию за жертвы и разрушения. Результат этого конфликта считается успехом болгарской дипломатии.
Во второй половине 1920-х годов Вылков был обвинён в покровительстве крылу (фракции) Ивана Михайлова во время кровавой междоусобной борьбы во Внутренней македонской революционной организации. Его деятельность подверглась критике со стороны бывшего премьер-министра Александра Цанкова и министра иностранных дел Атанаса Бурова, но Вылков в этот период получил поддержку со стороны Бориса III, в связи с чем остался в составе правительства.
В 1928 году Вылков объявил о роспуске практически распавшегося из-за внутренних разногласий и сильно политически скомпрометированного Военного союза. Во время переговоров с международными организациями о предоставлении Болгарии Стабилизационного займа было выдвинуто требование об отставке Вылкова, имевшего репутацию противника демократии. В результате премьер-министр Ляпчев дал такое согласие, и Вылков был уволен с поста министра.

### После отставки с поста министра
В 1929—1934 годах — посланник (полномочный министр) Болгарии в Италии. В этот период сыграл значительную роль в переговорах о заключении брака между царём Борисом III и принцессой Джованной Савойской, дочерью итальянского короля Виктора Эммануила III. С 19 мая 1934 года — был отозван с поста посла Италии и вызван в Болгарию, но вместо этого переехал во Францию, где приобрёл имение. В 1943 году был редактором издания «Българска военна мисъл».

### Арест и тюремное заключение
В 1944 году, после победы в Болгарии просоветских сил, перешёл на нелегальное положение, поэтому был арестован только 17 июня 1946 года. Долгие годы находился в предварительном заключении, в 1954 году был приговорён к смертной казни за террор против оппозиции в апреле 1925 года, заменённой затем в связи с преклонным возрастом на 20 лет лишения свободы (по другим данным, на пожизненное заключение). Скончался в тюрьме.

## Семья
Был женат на Лидии Зудилиной, от брака имел дочь.

## Звания
- С 1 января 1896 — подпоручик;
- С 1 января 1900 — поручик;
- С 1 января 1905 — капитан;
- С 18 мая 1911 — майор;
- С 18 мая 1915 — подполковник;
- С 15 августа 1917 — полковник;
- С 12 августа 1923 — генерал-майор;
- С 26 марта 1925 — генерал-лейтенант;
- С 15 мая 1928 — генерал пехоты.

## Награды
- орден «За храбрость» 3-й степени 2-го класса и 4-й степени 2-го класса.
- орден святого Александра 3-й степени и 4-й степени с мечами, 1-й степени без мечей.
- орден «За военные заслуги» 1-й и 2-й степеней
- орден святого Станислава 3-й степени (Россия)
- Железный крест 1-й (?) и 2-й степеней (Германия).
- орден Железной короны 3-й степени (Австро-Венгрия).
- Крест за военные заслуги 3-й степени (Австро-Венгрия).
- орден Железного полумесяца (Турция).